# Robert Grosseteste
Robert Grosseteste, född cirka 1168 i Suffolk, död 9 oktober 1253 i Buckden, Cambridgeshire, var en engelsk statsman, biskop av Lincolns stift, teolog och naturfilosof. 
Grosseteste skrev ett antal naturfilosofiska texter om astronomi och optiska fenomen: "Om ljuset", "Om färgen" och "Om regnbågen". Han skrev också en Hexaemeron, en kommentar till Bibelns skapelseberättelse. I hans naturfilosofi spelar ljus en central roll; ljuset är bärare av den struktur som gör världen möjlig att uppfatta och begreppsliggöra.
Mest berömd är hans skrift om regnbågen, De iride. Grosseteste utförde experiment med linser och föreställde sig att hela regnmolnet fungerade som en sfärisk lins där ljuset bryts. Han ansåg att regnbågens färger uppstår genom att solens vita ljus successivt försvagas på grund av brytningens olika vinklar. Grosseteste hade också idéer om att det i all materia finns små fickor av förtunnad luft som innesluter ett ljus. Vid ett kraftigt slag mot någonting skakas dessa fickor och det inneslutna ljuset kommer i en vibration som sedan fortplantas i den omgivande materian fram till dess att den studsar mot någon tät kropp och uppfattas av oss som ljud. Enligt Grossetestes idéer utgjorde världen en sammanhängande helhet som till sin innersta natur består av ljus.
Grosseteste, som översatte flera av Aristoteles verk från grekiska, blev genom sin inriktning mot experimentell forskning viktig för den så kallade Oxfordskolans filosofer och matematiker, bland annat för Roger Bacon.